# Viola veronicifolia
Viola veronicifolia är en violväxtart som beskrevs av Jules Émile Planchon, Amp; Linden, José Jéronimo Triana och Planch.. Viola veronicifolia ingår i släktet violer, och familjen violväxter. Inga underarter finns listade i Catalogue of Life.